# 鲁西永 (沃克吕兹省)
鲁西永（法語：Roussillon，法語發音：[ʁusijɔ̃] ⓘ），旅游圈常称“红土城”，是法国普罗旺斯-阿尔卑斯-蓝色海岸大区沃克吕兹省的一个市镇，属于阿普特区。

## 地理
鲁西永（43°54'8"N, 5°17'34"E）面积29.77 平方千米，位于法国普罗旺斯-阿尔卑斯-蓝色海岸大区沃克吕兹省，该省份为法国东南部内陆省份，北起德龙省，西北接阿尔代什省，西接加尔省，南至罗讷河口省，东南角与瓦尔省接壤，东临上普罗旺斯阿尔卑斯省。
与鲁西永接壤的市镇（或旧市镇、城区）包括：博尼约、加尔加斯、戈尔德、古尔特、茹卡斯、圣萨蒂南莱萨普特。
鲁西永的时区为UTC+01:00、UTC+02:00（夏令时）。

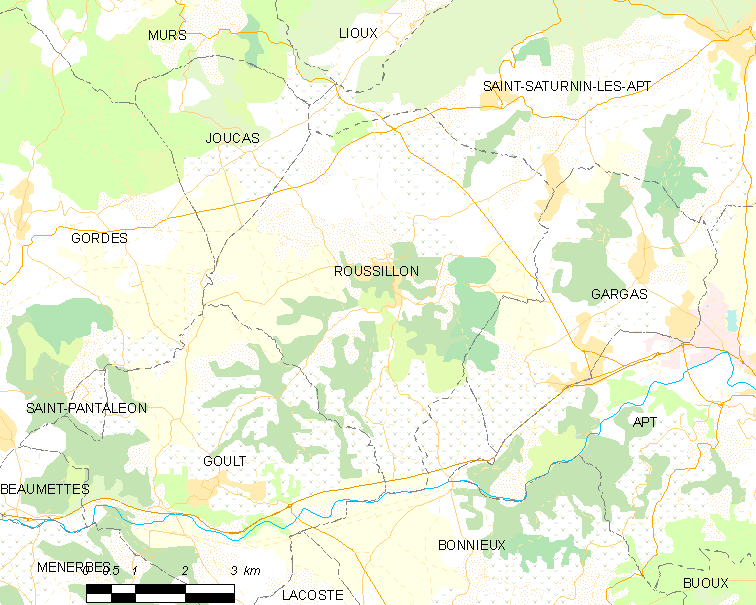
鲁西永的OSM定位图

## 行政
鲁西永的邮政编码为84220，INSEE市镇编码为84102。

## 政治
鲁西永所属的省级选区为阿普特县。

## 人口

1962-2008年间鲁西永人口变化图示

鲁西永于2022年1月1日时的人口数量为1318人。